# Porphyrio albus
Il pollo sultano di Lord Howe (Porphyrio albus Shaw, 1790) era un uccello della famiglia dei Rallidi originario dell'isola omonima.

## Descrizione

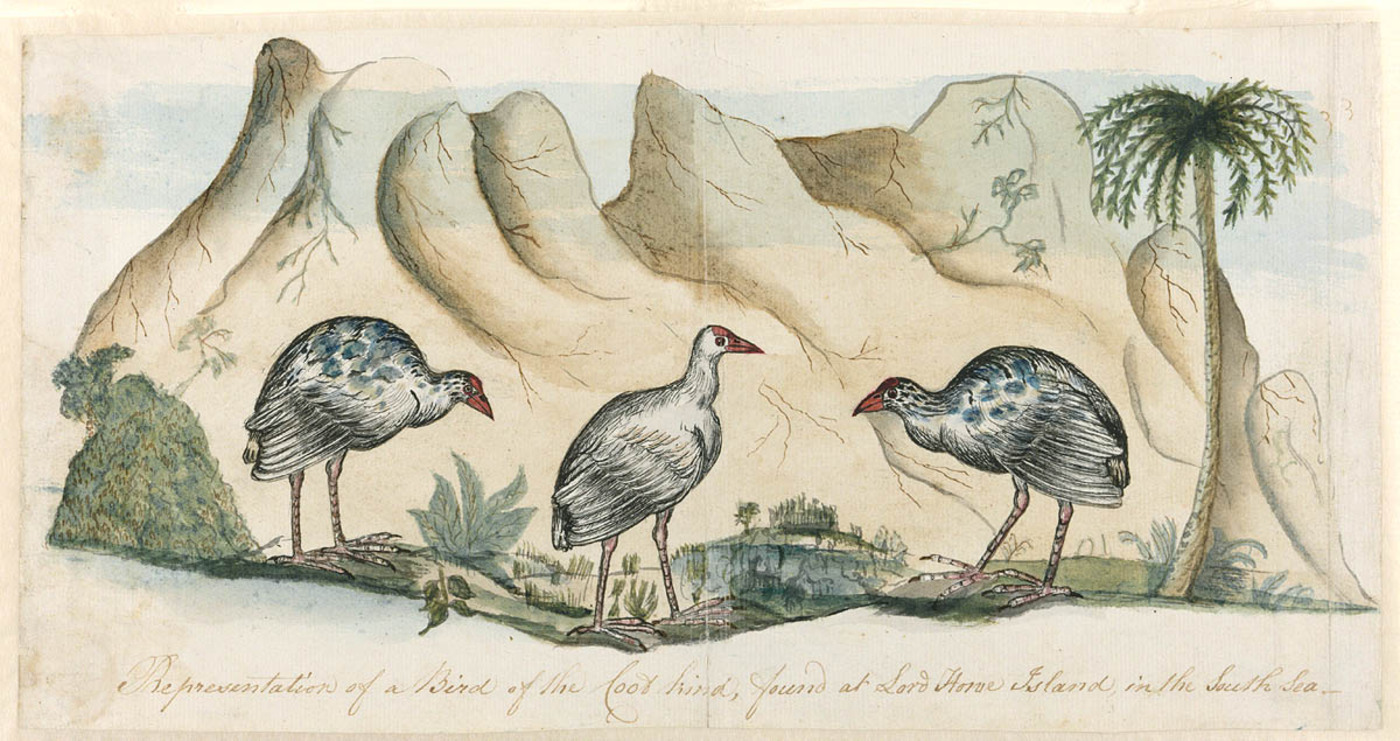
Alcuni esemplari raffigurati in un disegno del maggio 1788.

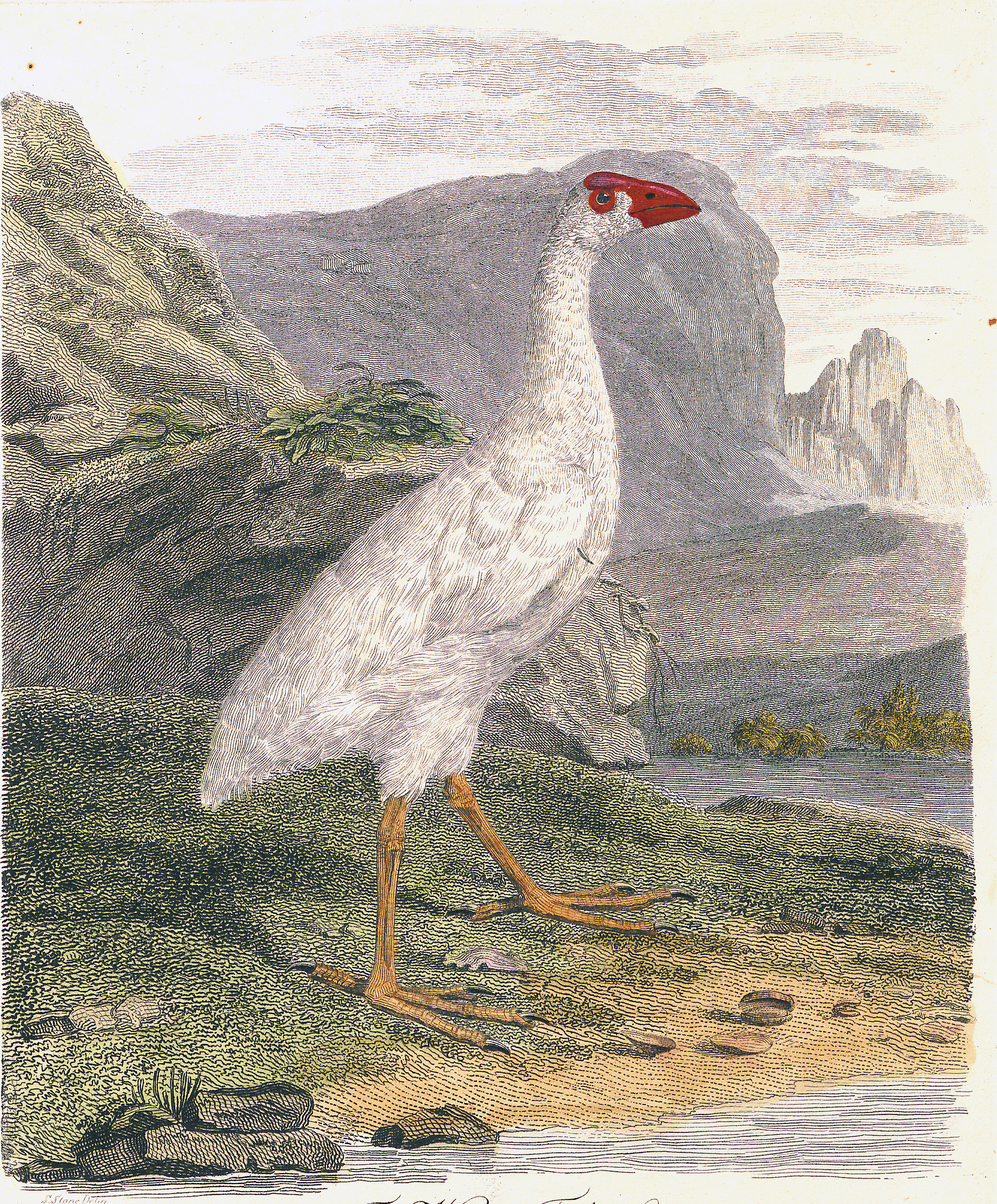
Disegno tratto dal Journal of a Voyage to New South Wales di John White.

Il pollo sultano di Lord Howe misurava circa 36 cm di lunghezza. Negli esemplari imbalsamati il piumaggio è prevalentemente bianco, ma le raffigurazioni fatte dai contemporanei mostrano che alcuni esemplari adulti presentavano delle zone di colore blu, in special modo sulle ali; le piume del collo e del petto avevano dei riflessi giallastri, mentre quelle del resto del corpo avevano riflessi blu; le zampe erano gialle, e becco, scudo frontale e iride erano di colore rosso. Secondo George Robert Gray i pulcini erano di colore completamente nero, ma con la crescita divenivano prima grigio-bluastri, poi completamente bianchi.
Il pollo sultano di Lord Howe è noto a partire da due esemplari impagliati, da vari resti subfossili e da un certo numero di illustrazioni e testimonianze scritte. Sebbene presentasse alcune variazioni nel colore, era un grosso uccello prevalentemente bianco, incapace di volare, mansueto e facilmente catturabile. Dovrebbe essere stato un uccello davvero spettacolare.
Le differenze nella colorazione erano dovute quasi certamente a una variazione individuale: alcuni esemplari erano blu, altri bianchi, e altri ancora bianchi e blu, forse in relazione al sesso e all'età. Sfortunatamente, queste minori discrepanze nei dettagli del piumaggio, unite alla provenienza incerta di alcuni esemplari, hanno portato a una certa confusione nella letteratura tassonomica, e alcuni taxa sono stati descritti a partire da testimonianze del tutto infondate.
Non vi è alcun dubbio che su Lord Howe sia vissuta una popolazione di Rallidi bianchi scomparsa nel corso della prima metà del XIX secolo. Il pollo sultano di Lord Howe era presente unicamente su quest'isola, e non vi è alcuna prova sostanziale che suggerisca la sua presenza altrove. Alcuni dissero che era presente anche sull'isola di Norfolk, ma dato che quei grandi naturalisti che furono i Forster non fecero menzione di polli sultani bianchi al momento della scoperta di Norfolk è estremamente improbabile che alcuni esemplari di questa specie fossero ivi presenti.
Gli studiosi non sanno inoltre se classificare o no il pollo sultano di Lord Howe come una specie a parte. Polli sultani Porphyrio porphyrio della sottospecie australasiatica melanotus sono ancora presenti su Lord Howe, e per questo motivo andrebbe presa in considerazione l'ipotesi sostenuta da Hindwood, secondo la quale esemplari originari dell'isola di colore bianco si sarebbero occasionalmente incrociati con uccelli blu giunti dall'Australia. Tuttavia, gli uccelli di Lord Howe erano incapaci di volare, o almeno così sembra; i due esemplari impagliati giunti fino a noi, infatti, hanno penne rettrici soffici, caratteristica, questa, associata all'incapacità di volare. Alcuni polli sultani ancora presenti su Lord Howe mostrano un piumaggio in parte bianco, e secondo Ernst Mayr è probabile che esemplari blu siano sopravvissuti alla scomparsa di quelli bianchi, grazie al fatto di essere meno facilmente individuabili.

## Biologia
Il pollo sultano di Lord Howe venne descritto per la prima volta nel 1789 da Arthur Phillip, Governatore del Nuovo Galles del Sud:
White, l'anno successivo, descrisse la facilità con la quale si potevano catturare questi polli sultani:

## Estinzione
Seppur ritenuto comune alla fine del XVIII secolo, il pollo sultano di Lord Howe scomparve piuttosto rapidamente, forse prima del 1834, anno nel quale venne fondato il primo insediamento sull'isola. Prima di questa data, balenieri e marinai utilizzavano l'isola per fare rifornimento, ed è quindi molto probabile che avessero cacciato l'uccello fino all'estinzione. Ratti e gatti, invece, giunsero sull'isola solo successivamente. Lo studioso Foulis, che visse sull'isola tra il 1844 e il 1847, esaminò dettagliatamente l'avifauna dell'isola, ma non fece alcuna menzione di polli sultani bianchi, all'epoca già scomparsi.